# Château de Gorce
Pour les articles homonymes, voir Gorce.
Le château de Gorce  est situé  au bord du Transon à Pleuville dans le Confolentais en Charente.

## Historique
L'existence de la famille de  Fontlebon est attestée par des dons depuis 1160 mais ce n'est qu'en 1473 qu'un texte cite Antoine de Fontlebon comme seigneur de Gorce. Le fief passe par succession jusqu'à Jean d'Asnière qui le vend en viager à Jacques du Verrier de Boulzat en 1787 qui n'émigrera pas.
Le château de Gorce a été vendu plusieurs fois au XXe siècle.
Il a été inscrit monument historique le 14 octobre 2002.

## Architecture
Des ruines du donjon circulaire qui constituait le château primitif subsistent près de l'étang.
Le château de Gorce actuel date de la fin du Moyen Âge. Les bâtiments forment un U composé du châtelet d'entrée qui communique avec le logis par un pont volant et d'un bâtiment de commun attenant et, de part et d'autre d'une cour ouverte, des communs dont l'aile sud est cantonnée, aux extrémités, d'une tour de section carrée. Le donjon, couronné de mâchicoulis est flanqué de tourelles en encorbellement. Les rainures correspondant au pont-levis y sont encore visibles ainsi que sur le logis.
Le logis est flanqué d'une tour ronde coiffée d'une poivrière et d'une tourelle d'escalier polygonale. La porte est ornée de pilastres de style renaissance et le linteau est marqué d'un écusson parfaitement conservé.
Une partie des communs remonte au XVIIe siècle avec la date de 1654 sur une poutre.